# Хачла-Каясы
Хачла-Каясы (также Скала Алима) — руины замка XIII—XIV века, находящиеся на Южном берегу Крыма, в 2,5 км западнее Верхней Ореанды. Решениями Крымского облисполкома № 595 от 5 сентября 1969 года и № 957/0/16-10 № 16 от 15 января 1980 (учётный № 498) "укрепление «Хачла-Каясы, руины оборонительных стен» XII—XIV века и «Храм средневековый XIII—XIV века» объявлено историческим памятником регионального значения. Название Хачла-Коясы — искажённое крымскотатарское Хачлы-Каясы — Крестовая скалка.

## Описание

План укрепления Хачла-Каясы 1967 года из книги Льва Фирсова «Исары — Очерки истории средневековых крепостей Южного берега Крыма».

Укрепление располагается у шоссе из Ореанды в Гаспру, на cкале-отторженце, длиной около 150 м и шириной 60—70 м, поросшей можжевелово-сосново-дубовым лесом, ограниченной обрывами с востока, юга и запада. Относительно доступен северный склон, в средневековье перекрытый оборонительной стеной с башней. Панцирная стена, длиной около 23 м и толщиной 2 м (сохранилась в высоту 1,5—1,8 м), трапецеидального профиля, сложена из подтёсанного бута на известковом растворе, с хорошо подогнанной лицевой стороной. У северной оконечности стены располагалась башня-донжон (бастион), составляющий единое целое со стеной, также облицованноый панцирной кладкой, необычных для крымских исаров размеров 6 на 7,5 м. Судя по мощному слою раздробленной и обожжённой черепицы, обнаруженному при шурфовке башни, она, возможно была даухэтажной, с черепичной кровлей и погибла при пожаре. Кроме основной стены замок имел менее мощную стену-крыло на южной бровке обрыва длиной примерно 12—13 м и защитные парапеты (для прикрытия обороняющихся) вдоль всех обрывов — общая длина укреплённых рубежей достигала 75 м.  
Башня-донжон одновременно прикрывала довольно узкий вход в крепость — калитку шириной около 1,5 м, перекрытую арочным сводом, к которой по кулуару вела скальная лестница, либо пандус. Внутри укрепления, по вырубленным в скале площадкам, прослеживаются следы трёх десятков небольших (примерно 4 на 6 м) жилищ. В северной части крепости, на вершине скалы у края небольшой крепостной площади, обнаружены остатки христианского храма, размерами 4,2 на 7 м (такого же типа, как в других пунктах Южного берега). Судя по остаткам старой дороги из района Ореанды к перевалам Главной гряды, замок мог контролировать этот торговый путь и в средневековье. 
Историки считают, что это, как и многие другие укрепления, были основаны в XIII веке в связи с татаро-монгольскими вторжениями в Крым (начиная с 1223 года), сельджукской экспансией и переходом горного Крыма в зону влияния Трапезундской империи. По времени наиболее поздних археологических находок (XIV век) можно предположить, что замок погиб при захвате Южного берега генуэзцами.